# کلیسای گئورگ مقدس (اصفهان)

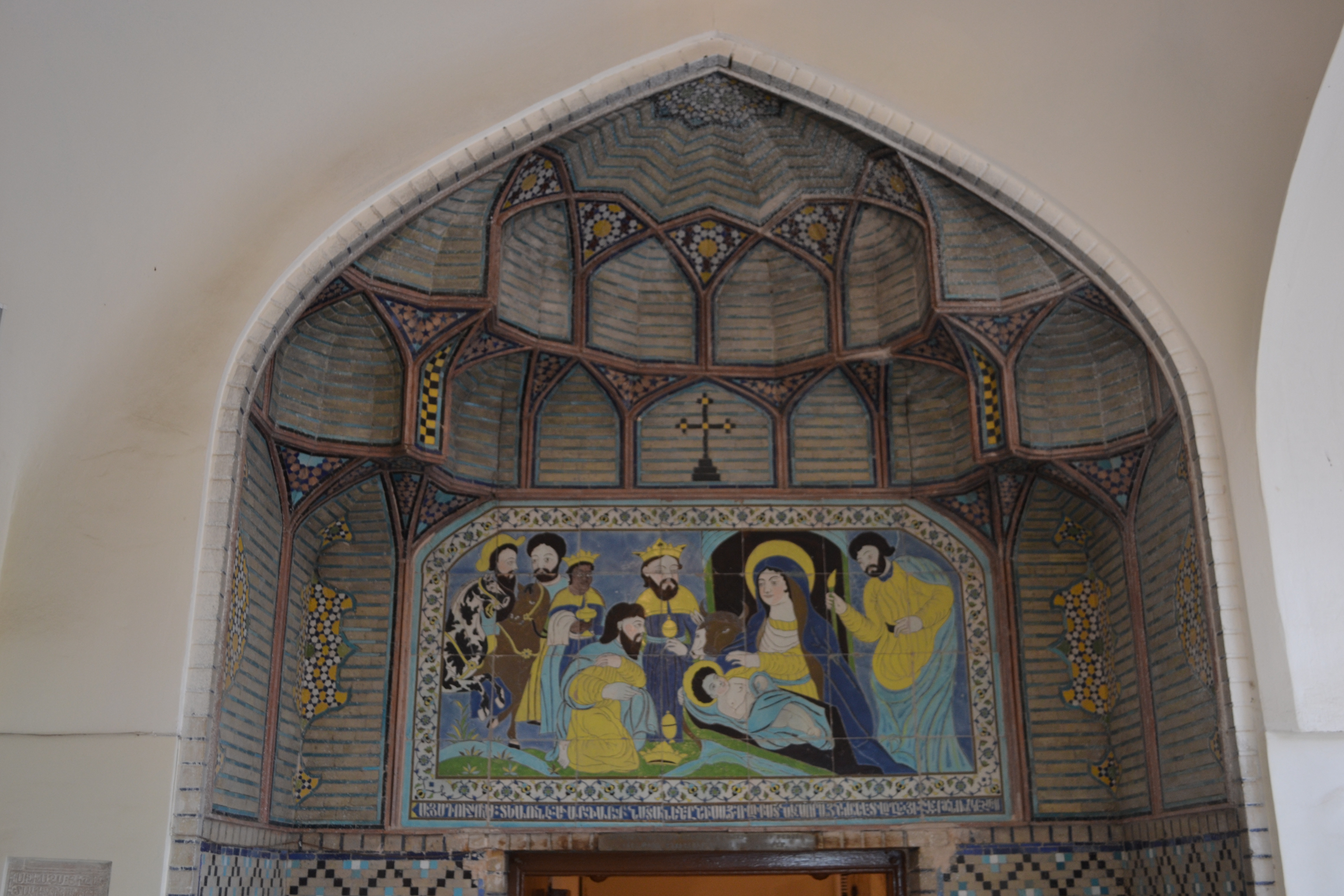

کلیسای گئورگ مقدس (به ارمنی: Սուրբ Գևորգ եկեղեցի)، کلیسایی در محله جلفای اصفهان است و بر اساس سنگ‌نوشته‌های نصب شده در جلوی محراب آن در سال ۱۶۱۱ میلادی به دست بازرگان معروف جلفا، خواجه نظر، ساخته شده و به همین علت هم به کلیسای خواجه معروف است.
در میان کلیساهای جلفای اصفهان کلیسای گئورگ مقدس به علت وجود سنگ‌های مقدس در آن از اهمیت خاصی برخوردار است. این سنگ‌ها به فرمان شاه عباس به اصفهان آورده شدند.
پادشاه صفوی که، سعی داشت به هر وسیله‌ای ممکن ارمنیان را در اصفهان نگاه دارد و از اعتقادات عمیق مذهبی آنان نیز مطلع بود، دستور داد تا کلیسای جامع اچمیادزین، را تخریب و سنگ‌های آن را به اصفهان منتقل کنند و آن کلیسا را مجدداً در جلفا بنا نهند، اما از آنجایی که این کار عملی نبود، تنها پانزده قطعه سنگ از محراب و نقاط مختلف آن کلیسا جدا ساختند و آنها را به اصفهان منتقل کردند.
سه قطعه از این سنگ‌ها با حجاری صلیب در جلوی محراب و مابقی آنها در صحن شمالی کلیسای گئورگ مقدس قرار داده شدند. از آنجایی که این سنگ‌ها برای ارمنیان مقدس هستند از آن زمان به بعد کلیسای گئورگ مقدس تبدیل به زیارتگاه ارمنیان ایران شد.

## معماری کلیسا
ساختمان کلیسا پلانی مستطیل شکل در جهت شرقی-غربی با ابعاد ۲۶ * ۶/۱۱ متر دارد و دارای ۳ گنبد کوچک قوسی شکل است. گنبدها و سقف کلیسا بر روی قوس‌هایی قرار گرفته‌اند که بر روی سه جفت ستون پهن متصل به دیوارهای داخلی تکیه دارند.
هر سه گنبد، که از میان آنها گنبد شرقی بزرگ‌تر است، دارای نورگیر هستند. در منتهی‌الیه قسمت غربی کلیسا و بر روی سقف آن برج ناقوس قرار گرفته که در سال ۱۹۲۰ میلادی بنا شده‌است. مصالح به کار رفته در کلیسا عبارت‌اند از آجر و خشت.
دیوارهای خارجی بنا با کاهگل و دیوارهای داخلی با گچ پوشانده شده‌اند و بر روی دیوارهای داخلی تزیینات مختصری به شکل خطوط هندسی ترسیم شده‌است.

## عکس
- عکس از فضای داخلی کلیسا
- عکس از فضای داخلی کلیسا